# Żagański
Żagański là một huyện thuộc tỉnh Lubuskie của Ba Lan. Huyện có diện tích 1132 km². Đến ngày 1 tháng 1 năm 2011, dân số của huyện là 81412 người và mật độ 72 người/km².